# Urs Brunner
Urs Brunner (* 29. Januar 1944 in Bern) ist ein Schweizer Zeichenlehrer, Maler und Illustrator.

## Leben
Urs Brunner erwarb nach dem Primarlehrerpatent das Zeichenlehrerdiplom am Höheren Lehramt an der Kunstgewerbeschule und der Universität Bern. Anschliessend unterrichtete er am staatlichen Seminar Bern und erfüllte Lehraufträge  an der Schule für Gestaltung Bern und Biel. An der Hochschule der Künste Bern lehrte er im Studiengang Bildnerisches Gestalten Bildkomposition und Malen und war Gastreferent im Vorlesungszyklus «Positionen der Malerei» von Peter J. Schneemann am Kunsthistorischen Seminar der Universität Bern. Brunner ist Aktivmitglied von Visarte Schweiz. Er ist verheiratet und lebt in Bremgarten bei Bern.

## Werk
Stilistisch kann das Werk Brunners dem Fotorealismus zugeordnet werden. Er arbeitet bei inhaltlich mehrteiligen Kleinformaten in der Darstellungsart der Wissenschaftlichen Illustration vorwiegend mit Aquarellfarbe und Farbstift auf Papier. Bei grösseren Formaten verwendet er Acrylfarbe auf Leinwand. Der Tauchsport und Reisen in die Arizona-Sonora-Wüste im Südwesten der USA bilden die motivischen Grundlagen seiner Bildwelten.
«Hyperrealistisch und durchkonstruiert wirken seine Bilder, wie Gemälde mit wissenschaftlichem Anspruch. Doch da ist mehr als die Realität. Brunner gelingt es, eine Dimension des Fantastischen aufzuzeigen, ohne in surreale Interpretationen abzugleiten. Er nimmt sich die Freiheit, die Wahrheit eines einzelnen fotografischen Eindrucks durch weitere Aufnahmen des Gleichen zu ergänzen oder zu ersetzen. Indem er in einem künstlerischen Anachronismus Bildebenen und Zeiten zusammenbringt, für ein Bild eine ungewöhnliche Perspektive wählt oder in Doppelbildern mit Analogien verblüfft, verleiht er der Realität eine magische Patina.»
Werke befinden sich in öffentlichen und privaten Sammlungen; Ankäufe erfolgten durch die Städte Bern, Biel und Burgdorf BE sowie den Kanton Bern.

## Ausstellungen (Auswahl)

### Einzelausstellungen
(Alle Galerie Martin Krebs Bern)
- 1991:	Werkzyklus zur Arizona-Sonora-Wüste
- 1995:	neue Bilder zum Zyklus Arizona-Sonora-Wüste
- 1999:	Werkgruppen zu Vipern, Wracks und Wüsten
- 2005:	Werkzyklus mare mediterraneum, Bilder zu Natur und Kultur des Mittelmeerraumes mit dem Oktopus als Leitmotiv
- 2012: Werkgruppen von A bis Z und AZ (Analogie, Zeitreise, AriZona)

### Gruppenausstellungen
- 2009: Beitrag zur Gruppenausstellung feu d’ART ifice
- 2015: Les trois ours de Berne (Urs Brunner, Urs Dickerhof, Urs Stooss)
- 2018: Menschenbilder (zusammen mit Pat Noser, Christina Wendt, Urs Stooss), Jahresausstellung Südsicht 18 in der Klinik Südhang in Kirchlindach